# Чха (кхмерская буква)

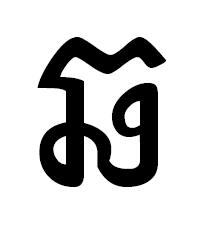
кхмерская буква чха

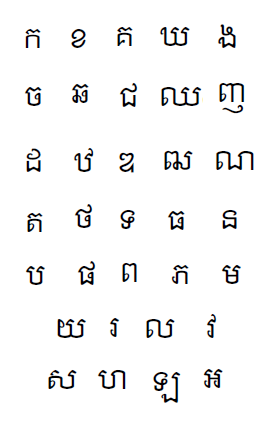

Чха  — 7-я буква кхмерского алфавита, согласная группы «А», в слоге может быть только инициалью, глухая постальвеолярная аффриката. 
Подписные чха в кхмерском и телугу:

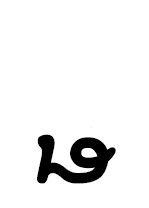
Тьенг чха (кхмерский)
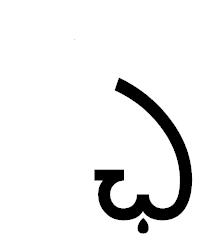
Чхаватту (телугу)